# 9K115-2 Metis-M
9K115-2 Metis-M là một tổ hợp tên lửa chống tăng của Nga. "9K115-2" là tên mã GRAU của tên lửa. Tên mã NATO là AT-13 Saxhorn-2.
Tổ hợp này được thiết kế để tăng thêm hỏa lực chiến đấu của các đơn vị bộ binh cơ giới hóa cấp đại đội.

## Lịch sử chiến đấu
Theo các bản báo cáo của quân đội Israel, trong số vũ khí tịch thu được từ lực lượng Hezbollah có tên lửa chống tăng Metis-M và các báo cáo của các nhà báo từ Liban, tổ hợp Metis-M đã được các chiến binh của Hezbollah sử dụng thành công trong Chiến tranh Liban 2006 nhằm chống lại các xe tăng Merkava của Israel. Nga đã đưa ra một thông cáo phản bác lại những ý kiến cho rằng Nga đã hỗ trợ các vũ khí chống tăng hiện đại cho Hezbollah. Tuy nhiên, thực tế là vũ khí Nga đã được bán cho Syria, và các loại vũ khí này đã được chuyển lậu cho Hezbollah. Israel đã gửi một nhóm sĩ quan đến Moskva để cung cấp cho người Nga những bằng chứng những gì họ đã nói. Đến nay, Nga không có nhận xét gì về sự phổ biến vũ khí, dù vậy việc sản xuất, xuất khẩu vũ khí của Nga đã được thắt chặt cho các nước nhập khẩu.

## Tổng quan
Tổ hợp Metis-M tăng cường chất lượng của thiết bị phóng với các cải tiến khác nhau để tăng độ chính xác và mức độ sát thương. Do tên lửa có đường kính và trọng lượng nhỏ nên dễ dàng mang vác lắp đặt. Một tổ chiến đấu 3 người ngoài vũ khí cá nhân mang theo, thiết bị phóng tên lửa còn có thể mang theo 5 đạn tên lửa.

## Các đặc tính
- chuyển từ trạng thái cơ động sang sẵn sàng chiến đấu trong 15-20 giây;
- tốc độ bắn từ 3 đến 4 tên lửa mỗi phút;
- có thể bắn từ vị trí nằm hoặc quỳ cũng như từ xe chiến đấu;
- có thể vận chuyển bằng mọi loại phương tiện và có thể thả dù.

Tổ hợp Metis-M gồm:
- thiết bị chiến đấu;
- thiết bị bảo dưỡng;
- hỗ trợ huấn luyện.

Thiết bị chiến đấu của tổ hợp Metis-M system gồm:
- đạn tên lửa 9M131 (9M131F);
- thiết bị phóng 9P151;
- kính ngắm nhiệt 1PBN86-VI.

## Dẫn hướng
Tổ hợp tên lửa chống tăng dẫn hướng Metis-M có hệ thống dẫn hướng bán tự động, lệnh điều khiển truyền qua dây. Hệ thống dẫn hướng có kết cấu tinh vi, như bộ định tọa độ hồi chuyển, các khối điện tử và nguồn cấp.

## Quốc gia sử dụng
- Nga
- Hezbollah
- Ukraina
- Hàn Quốc
- Croatia
- Maroc
- Gruzia
- Hungary
- Iran
- Syria
- Malaysia
- Việt Nam